# Iglesia de San Nicolás de Bari (Burgos)
La iglesia de San Nicolás de Bari de Burgos es un templo católico situada al lado del Camino de Santiago, en la calle de Fernán González, junto a la catedral. 

## Descripción
Desde que la Iglesia de San Esteban fue convertida en el Museo del Retablo, es la sede de la parroquia de San Esteban.

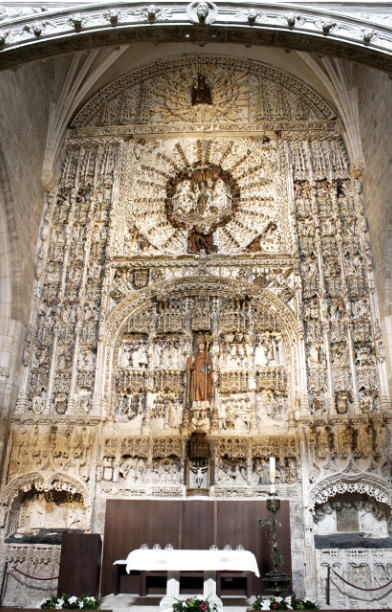
Retablo Mayor de la Iglesia y los sepulcros de don Gonzalo y don Alfonso Polanco

Fue levantada en 1408 sobre otro templo románico. La preside uno de los retablos más impresionantes y monumentales del arte del Renacimiento Castellano, diseñado y realizado en el siglo xv por Simón de Colonia y su hijo Francisco de Colonia
Este retablo mayor fue financiado por el mercader burgalés don Gonzalo Lopez de Polanco, cuyo sepulcro gótico y el de su esposa Leonor de Miranda reside al principio de la fachada oeste del retablo. El sepulcro de su hermano don Alfonso de Polanco y su esposa Constanza de Maluenda se encuentra al principio de la fachada este. 
Además de sus sepulcros góticos, son, también, de gran interés el arco renacentista de María Sáez de Oña y Fernando de Mena y las tablas de la escuela burgalesa del maestro de San Nicolás. Muchas de las obras de artes fueron también costeadas por la familia Polanco, 
Fue declarada monumento nacional el 26 de enero de 1917.

## Véase también

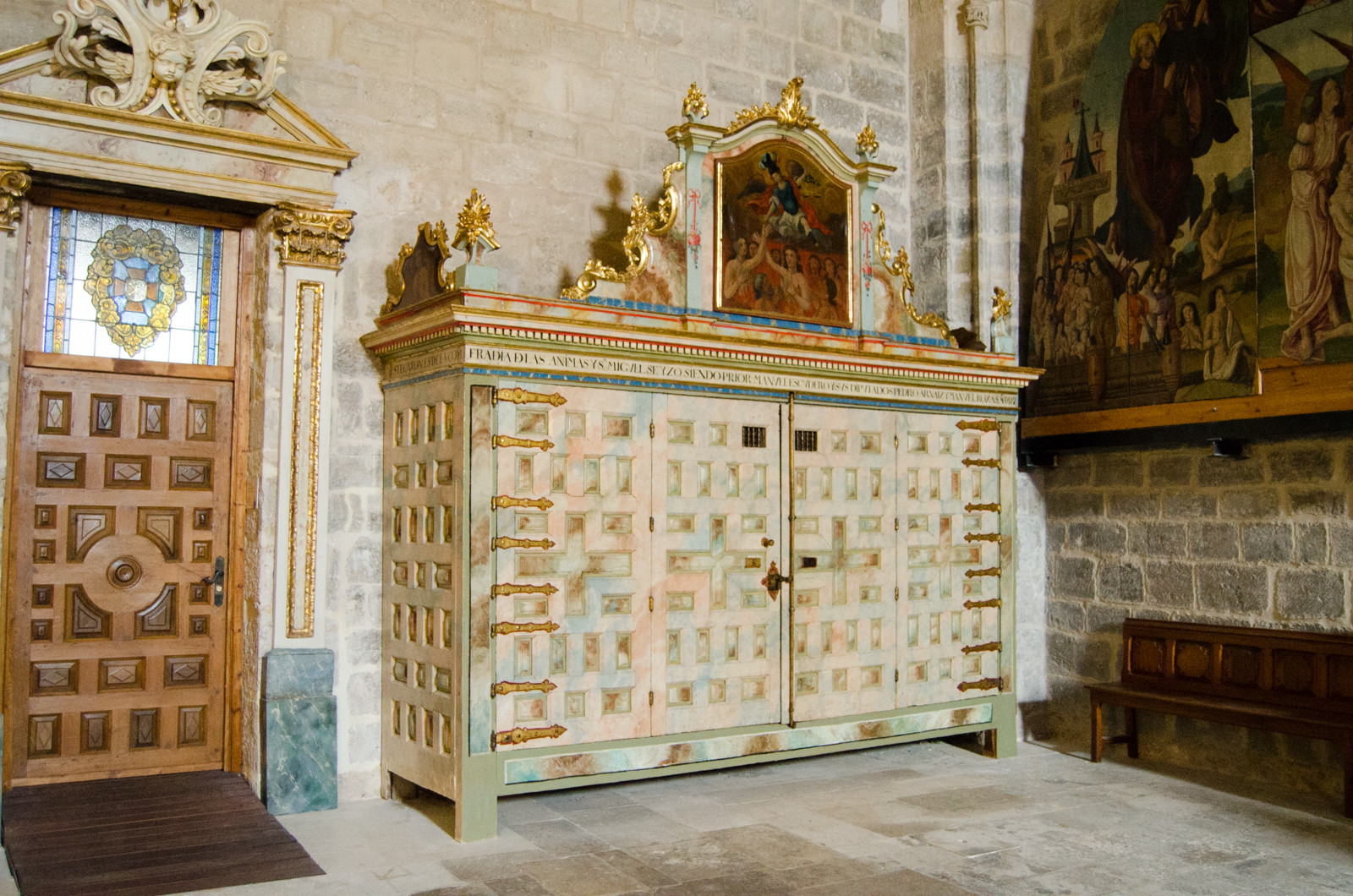
Armario de la cofradía de Las Ánimas